# Campagne orientali di Aureliano
Le campagne orientali di Aureliano furono combattute dall'imperatore romano Aureliano contro il Regno di Palmira; queste campagne furono la conseguenza della secessione di Palmira voluta da Zenobia, la quale aveva usurpato il titolo del marito, corrector Orientis, estendendo di fatto il proprio potere su tutte le province orientali (Cilicia, Siria, Mesopotamia, Cappadocia ed Egitto) dell'Impero romano. La campagna si concluse con l'assedio e la conquista di Palmira e con la cattura della regina palmirena.
Per il suo trionfo Aureliano venne ricordato non solo come Palmyrenicus maximus, ma anche come Adiabenicus, Parthicus maximus, Persicus maximus, ma soprattutto come Restitutor orbis, in quanto era riuscito nell'impresa di riunificare l'Impero sconfiggendo gli usurpatori prima di Palmira e poi delle Gallie.

## Contesto storico
A partire dal 260, fino al 274 circa, l'Impero romano subì la secessione di due vaste aree territoriali, che però ne permisero la sopravvivenza. Ad ovest gli usurpatori dell'Impero delle Gallie, come Postumo (260-268), Leliano (268), Marco Aurelio Mario (268-269), Vittorino (269-271), Domiziano II (271) e Tetrico (271-274), riuscirono a difenderne i confini delle province di Britannia, Gallia e Spagna. Scrive Eutropio:
(Eutropio, Breviarium ab urbe condita, 9, 11.)
Postumo era riuscito, infatti, a costituire un impero in Occidente, centrato sulle provincie della Germania inferiore e della Gallia Belgica e al quale si unirono poco dopo tutte le altre province galliche, della britanniche, ispaniche e, per un breve periodo, anche quella di Rezia.

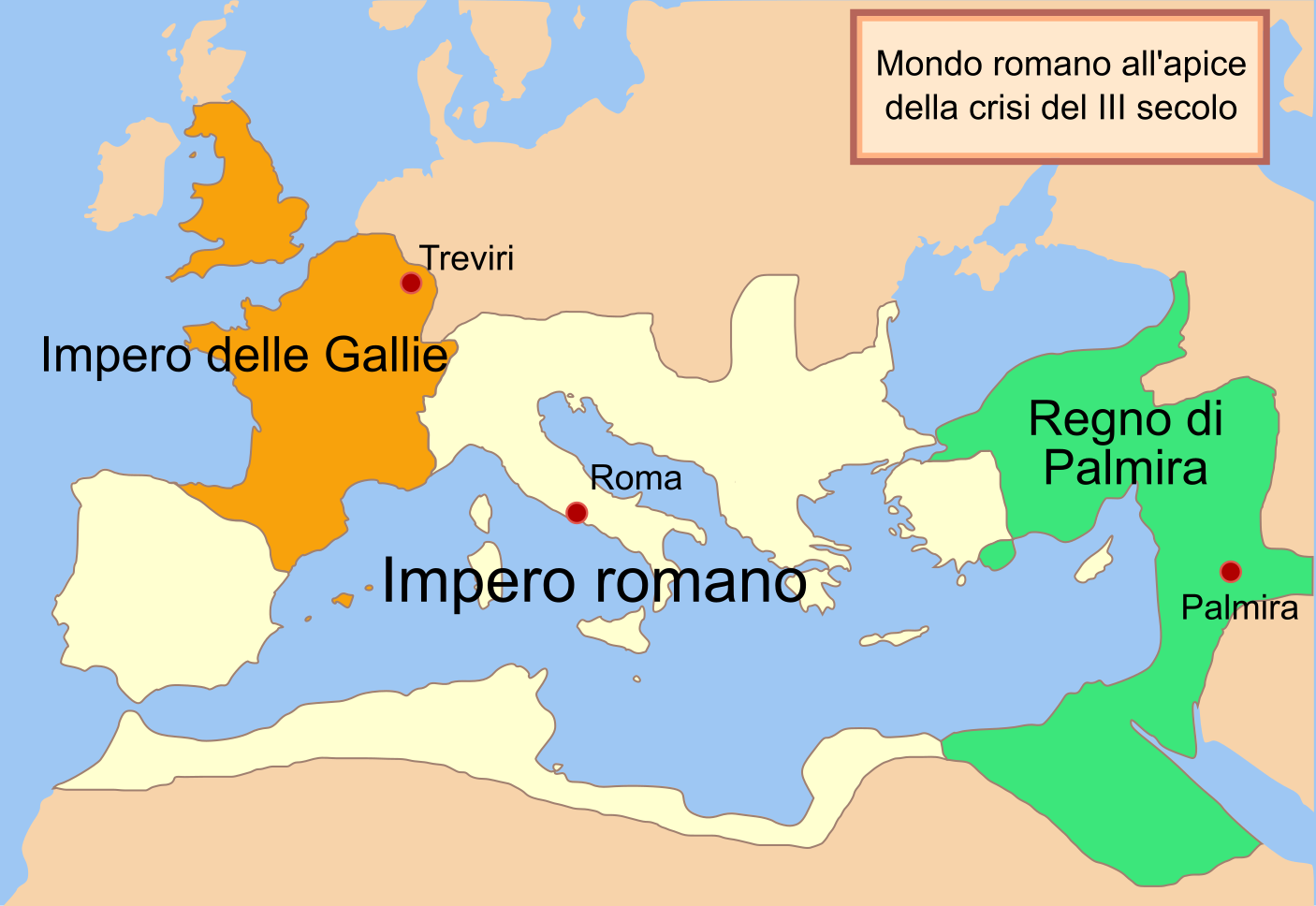
L'Impero romano degli imperatori “legittimi” al centro, con l'Impero delle Gallie ad Occidente, il Regno di Palmira a Oriente, all'apice del periodo dellAnarchia militare (260-274).

Questi imperatori non solo formarono un proprio Senato presso il loro maggiore centro di Treveri e attribuirono i classici titoli di console, Pontefice massimo o tribuno della plebe ai loro magistrati nel nome di Roma aeterna, ma assunsero anche la normale titolatura imperiale, coniando monete presso la zecca di Lugdunum, aspirando all'unità con Roma e, cosa ben più importante, non pensando mai di marciare contro gli imperatori cosiddetti "legittimi" (come Gallieno, Claudio il Gotico, Quintillo o Aureliano), che regnavano su Roma (vale a dire coloro che governavano l'Italia, le province africane occidentali fino alla Tripolitania, le province danubiane e dell'area balcaniche). Essi, al contrario, sentivano di dover difendere i confini renani ed il litorale gallico dagli attacchi delle popolazioni germaniche di Franchi, Sassoni ed Alemanni. L'Imperium Galliarum risultò, pertanto, una delle tre aree territoriali che permise di conservare a Roma la sua parte occidentale.
In Oriente fu invece il Regno di Palmira a subentrare a Roma nel governo delle province dell'Asia minore, di Siria ed Egitto, difendendole dagli attacchi dei Persiani, prima con Odenato (262-267), nominato da Gallieno "Corrector Orientis", e poi con la sua vedova secessionista, Zenobia (267-271). Durante il regno di Valeriano il principe di Palmira, Settimio Odenato, appartenente ad una famiglia che aveva ottenuto la cittadinanza romana sotto Settimio Severo, dopo un fallito tentativo di alleanza col sovrano sasanide del regno dei Parti, Sapore I, figlio di Ardashir I, si era avvicinato al proprio imperatore, Valeriano, che, nel 258 l'aveva riconosciuto vir consularis. L'Imperatore romano era stato però sconfitto nel 260, nella battaglia di Edessa e fatto prigioniero da Sapore I. L'intervento di Odenato fu provvidenziale per le sorti dell'Oriente romano. Il principe palmireno riuscì, infatti, a procurare notevoli perdite al nemico, tanto che l'imperatore Gallieno, gli conferì numerosi titoli onorifici, tra cui quello di Palmyrenicus e dux Romanorum.
Le successive campagne militari di Odenato contro i Sasanidi, portarono alla riconquista della fortezze delle ex-province romane di Mesopotamia e Cappadocia, e portarono le armate-romano-palmirene fino ad assediare Sapore I nella sua capitale di Ctesifonte. Queste vittorie fruttarono a Gallieno il titolo onorifico di persicus maximus, ad Odenato quello di "Corrector Orientis", con giurisdizione su buona parte delle province romane orientali. In seguito, a Odenato fu riconosciuto il titolo di re dei re, che lo contrapponeva al Gran re di Persia, Sapore I. I confini del potere di Odenato, in quegli anni, si estendevano a nord, dai monti del Tauro, a sud, fino al golfo Arabico (comprendendo Cilicia, Siria, Mesopotamia ed Arabia).

### Casus belli
Alla fine del 267 o forse all'inizio del 268, Odenato fu assassinato ad Emesa, assieme al figlio Hairan (o Erode o Erodiano). Furono assassinati da Maconio, cugino o nipote (a seconda delle fonti) di Odenato, su mandato di Zenobia, regina consorte di Odenato.
Poco dopo la sua morte, sua moglie Zenobia prese il potere, in nome del figlio minorenne, Vaballato, con l'obbiettivo di mantenersi autonoma da Roma, creando così un impero d'Oriente da affiancare a quello di Roma.
Gallieno avrebbe voluto marciare contro Zenobia, ma fu impedito a recarsi in Oriente, sia a causa di una nuova invasione dei Goti (del 267), sia dalla successiva invasione degli Eruli (del 268). La "Vita Gallieni" riporta che l'imperatore inviò contro Palmira un suo generale, Aurelio Eracliano, nominato dux della spedizione volta a riprendere il controllo della frontiera con la Persia dopo la morte di Odenato nel 267, ma costui fu sconfitto dai Palmireni di Zenobia, guidati dal generale Zabdas.
Secondo alcune interpretazioni alternative, questa spedizione non avvenne sotto Gallieno ma sotto il suo successore Claudio il Gotico o potrebbe non essere avvenuta affatto.
Comunque alla luce di questi avvenimenti si rafforzò la convinzione che il regno di Palmira avesse la missione di governare l'Oriente e Zenobia, tutrice-reggente del figlio Vaballato, solo dopo la morte dell'imperatore, Claudio, avvenuta nel 270, guidò la ribellione contro l'autorità imperiale.
Per i primi anni Zenobia si limitò a conservare e rafforzare il regno lasciatole da suo marito (dalla Cilicia, alla Siria, Mesopotamia, fino all'Arabia), mantenendo buoni rapporti con Roma. Poi la regina iniziò a stringere legami con il re sassanide Sapore I, che era in aperta ostilità con i romani.
Poi a partire dal 269/270 Zenobia attuò una politica espansionistica, nominando comandante supremo delle truppe palmirene l'abile generale Settimio Zabdas inviandolo ad estendere il proprio potere fino ai confini della Bitinia e l'Egitto.

## Campagna
Nel 270 divenne imperatore Aureliano che inizialmente riconobbe a Vaballato i titoli di vir clarissimus rex e imperator dux Romanorum, tanto che nel regno di Palmira si batterono monete con da un lato l'effigie di Vaballato, imperator dux Romanorum e dall'altro dell'imperatore, Aureliano.
A Zenobia fu riconosciuto il titolo di Augusta.
271Aureliano, risolti i problemi che aveva in Italia, decise di tamponare tutte le falle del sistema difensivo romano, restaurando l'integrità dello stato sui vecchi confini, cominciando dal regno di Palmira. Per prima mossa, inviò in Egitto il futuro imperatore, Marco Aurelio Probo e riconquistare alla causa imperuiale i territori perduti un paio d'anni prima a vantaggio del regno palmireno. Probo riuscì a riportare i territori egiziani all'interno della giurisdizione dell'Impero centrale di Roma.
272Aureliano ridusse in sua obbedienza senza incontrare resistenza la provincia di Bitinia e prese Ancyra e Tyana, quest'ultima per tradimento. Aureliano fu clemente con la città di Tyana risparmiando gli abitanti e giustiziando il traditore che gli aveva aperto le porte. Poiché Aureliano, durante l'assedio, irato dalla resistenza della città aveva giurato che non lasciar vivo in essa un cane dopo la sua presa, l'esercito romano chiese all'Imperatore il permesso di saccheggiare la città e sterminare la popolazione. Aureliano rispose:
(Historia Augusta, Divus Aurelianus, 23.2.)
Dopodiché l'esercito, deluso dal bottino sfumato, obbedì senza esitare. Secondo la leggenda la clemenza di Aureliano nei confronti degli abitanti di Tyana sarebbe dovuta a un'apparizione in sogno del filosofo Apollonio che gli disse in latino:
(Historia Augusta, Divus Aurelianus, 24.4)
Zenobia nel frattempo preparava un possente esercito sotto il comando di Zabdas, colui che aveva conquistato l'Egitto per conto del regno di Palmira; i soldati palmireni erano per lo più arcieri leggeri e cavalieri armati di ferro.
L'esercito romano e palmireno si scontrarono una prima volta ad Imma, in Siria (non lontano da Dafne, un sobborgo di Antiochia sull'Oronte). I cavalieri romani dapprima volsero in fuga, costringendo i cavalieri nemici a un faticoso inseguimento, per poi stancarli in piccole scaramucce e infine sconfiggere il corpo di cavalleria palmireno, sicuramente ben armato ma poco agile nei movimenti. Dopo la disfatta Zabdas fuggì ad Antiochia e temendo di non essere ricevuto mentì dicendo di aver vinto i Romani e mostrando come prova un uomo prigioniero con le vesti imperiali che somigliava un poco a Aureliano. Una volta entrato, disse la verità a Zenobia e la notte successiva lui e la regina partirono con un secondo esercito per Emesa.
Aureliano il giorno dopo la battaglia giunse ad Antiochia dove trovò la città quasi deserta: infatti la maggior parte degli abitanti, spaventati dall'arrivo dell'esercito romano, era scappata. Aureliano, accortosene, provvide subito a far ripopolare la città convincendo i cittadini fuggiti a tornare con la promessa che non sarebbe stato torto loro un capello, dato che erano stati costretti a obbedire all'usurpatrice per necessità e non per volontà. Zenobia, lasciando Antiochia, aveva lasciato su una collina che dominava il borgo di Dafne un esercito in modo da trattenere Aureliano il più possibile ad Antiochia e per darle più tempo per riorganizzarsi e allestire un esercito in grado di battersi alla pari con quello di Aureliano. Queste vennero comunque sconfitte dall'Imperatore, che, dopo aver lasciato Antiochia, sottomise le città di Apamea, Larissa e Aretusa, che gli aprirono spontaneamente le porte. Giunto a Emesa, affrontò ivi le truppe di Zenobia e dell'alleato Zabdas, che ammontavano a 70 000 uomini. Nonostante la superiorità della cavalleria palmirena, più numerosa di quella romana, Aureliano riportò sull'usurpatrice una nuova vittoria. Entrato in Emesa, ordinò che venisse costruito un nuovo tempio, dedicato al dio Sol invictus.
Dopo queste sconfitte, a Zenobia fu impossibile preparare un terzo esercito e si preparò a resistere all'assedio di Palmira che presto Aureliano avrebbe intrapreso. L'Imperatore intanto mandò Probo a soggiogare l'Egitto e si diresse verso Palmira attraversando il deserto e affrontando i predoni siriano-arabi, che nel corso di un piccolo scontro, riuscirono a ferirlo. Aureliano iniziò dunque l'assedio di Palmira, incerto della protezione degli Dei e dell'esito dell'assedio, propose a Zenobia la resa promettendo alla regina grandi onori se si fosse arresa e ai cittadini di Palmira i loro antichi privilegi. Tuttavia Zenobia rifiutò. La regina sperava che la fame avrebbe costretto i Romani ad abbandonare l'assedio e che avrebbe ricevuto grandi aiuti dai Persiani. Ma il re sasanide Sapore I era appena morto e dalla Persia furono inviati solo piccoli aiuti che furono però facilmente intercettati e vinti dalle legioni romane. Dalla Siria arrivavano regolarmente convogli e ben presto Probo, fresco della riconquista dell'Egitto, raggiunse il suo imperatore a Palmira. Zenobia decise allora di salire sul più veloce dei suoi dromedari e di tentare la fuga ma a sessanta miglia da Palmira venne raggiunta e catturata dall'Imperatore poco prima che attraversasse l'Eufrate. Poco dopo Palmira si arrese. Le province orientali riconobbero di nuovo l'autorità di Aureliano. Quando l'Imperatore ricevette la prigioniera Zenobia, le chiese per quale motivo lei avesse osato ribellarsi agli Imperatori romani, e lei rispose:
Ella, timorosa per la sua vita (l'esercito aveva infatti chiesto che fosse giustiziata), fece ricadere la colpa della sua ribellione ai suoi consiglieri, che con i loro consigli avevano influenzato le sue decisioni, essendo ella una femmina (sesso debole) e dunque facilmente influenzabile. Ne fece le spese un certo Longino, segretario di Zenobia, reo di aver scritto la lettera con cui Zenobia aveva rifiutato la resa, e punito con la morte.

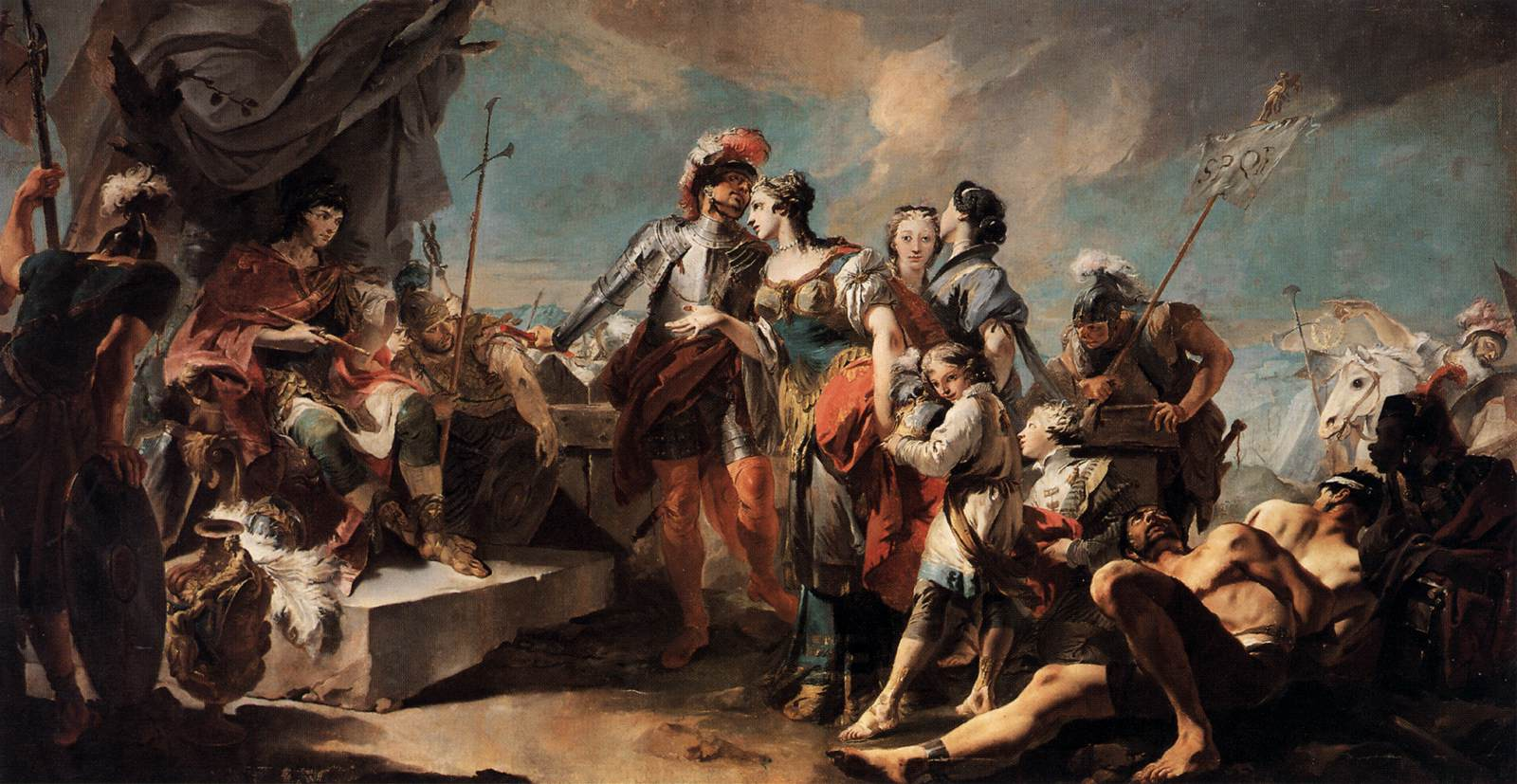
La resa di Zenobia ad Aureliano, da un dipinto di Giovanni Battista Tiepolo.

273E mentre Aureliano ritornava in Occidente, portandosi dietro Zenobia ed il figlio Vaballato, ricevette la notizia che gli abitanti di Palmira, sotto la guida di un tal Apseo, si erano rivoltati, avevano ucciso il governatore locale, ingraziandosi il praefectus Mesopotamiae e rector Orientis della Mesopotamia (un certo Marcellino), affinché assumesse egli stesso la porpora imperiale, in contrapposizione ad Aureliano. E poiché Marcellino esistava, decisero di proclamare imperatore un parente di Zenobia, un certo Achileo (o Antioco). Senza indugio Aureliano tornò indietro per sedare la ribellione. Una volta riportato l'ordine senza combattere, fu duro con la città di Palmira: non solo ordinò l'esecuzione dei ribelli armati ma anche di donne, vecchi, fanciulli e agricoltori. La città fu poi distrutta, mentre Achilleo/Antioco fu lasciato libero, non ritenendo degno neppure di punirlo, tanta era la sua irrilevanza. Agli abitanti superstiti permise comunque di ricostruire e abitare la città.
Dopo questa campagna Palmira declinò divenendo da sede di commerci a un'oscura città di pochi abitanti. Nel frattempo Fermo, amico di Odenato e Zenobia e di professione mercante, organizzò una rivolta in Egitto. Occupata Alessandria, si proclamò Augusto e fece battere moneta, pubblicò editti e organizzò un esercito. Tuttavia fu in breve tempo sconfitto da Aureliano e messo a morte. Sedate tutte queste rivolte e pacificato l'Oriente, Aureliano poté ritornare trionfante a Roma.

## Conseguenze
Aureliano tornò trionfante a Roma nel 274. Aprivano la processione trionfale venti elefanti, quattro tigri reali e più di 200 animali esotici, seguiti da circa 1 600 gladiatori. Della processione facevano parte numerosi prigionieri di guerra di varie nazioni (Goti, Vandali, Roxolani, Sarmati, Alani, Franchi, Suebi, Vandali, Germani) e Egiziani: a dieci guerriere di nazionalità gota venne attribuita una fittizia nazionalità amazzone. I prigionieri più importanti erano però Zenobia, ex Regina di Palmira, e Tetrico, ex Imperatore delle Gallie, vestiti in modo fastoso. Il carro di Aureliano era trainato da quattro cervi o quattro elefanti. La processione veniva infine chiusa dai senatori, dal popolo e dall'esercito. Al termine della processione furono celebrati numerosi giochi nei teatri, nel circo Massimo, nell'anfiteatro Flavio oltre ad una naumachia.
L'Imperatore fu molto generoso con i due usurpatori. A Zenobia regalò una villa presso Tivoli, dove divenne una matrona romana e le figlie di lei si maritarono con Romani di rango illustre. Tetrico costruì un palazzo sul monte Celio, dove una volta venne invitato a cena Aureliano. L'Imperatore conferì a Tetrico il titolo di governatore della Lucania mentre il figlio dell'usurpatore delle Gallie divenne un influente senatore.